# 白井弓子

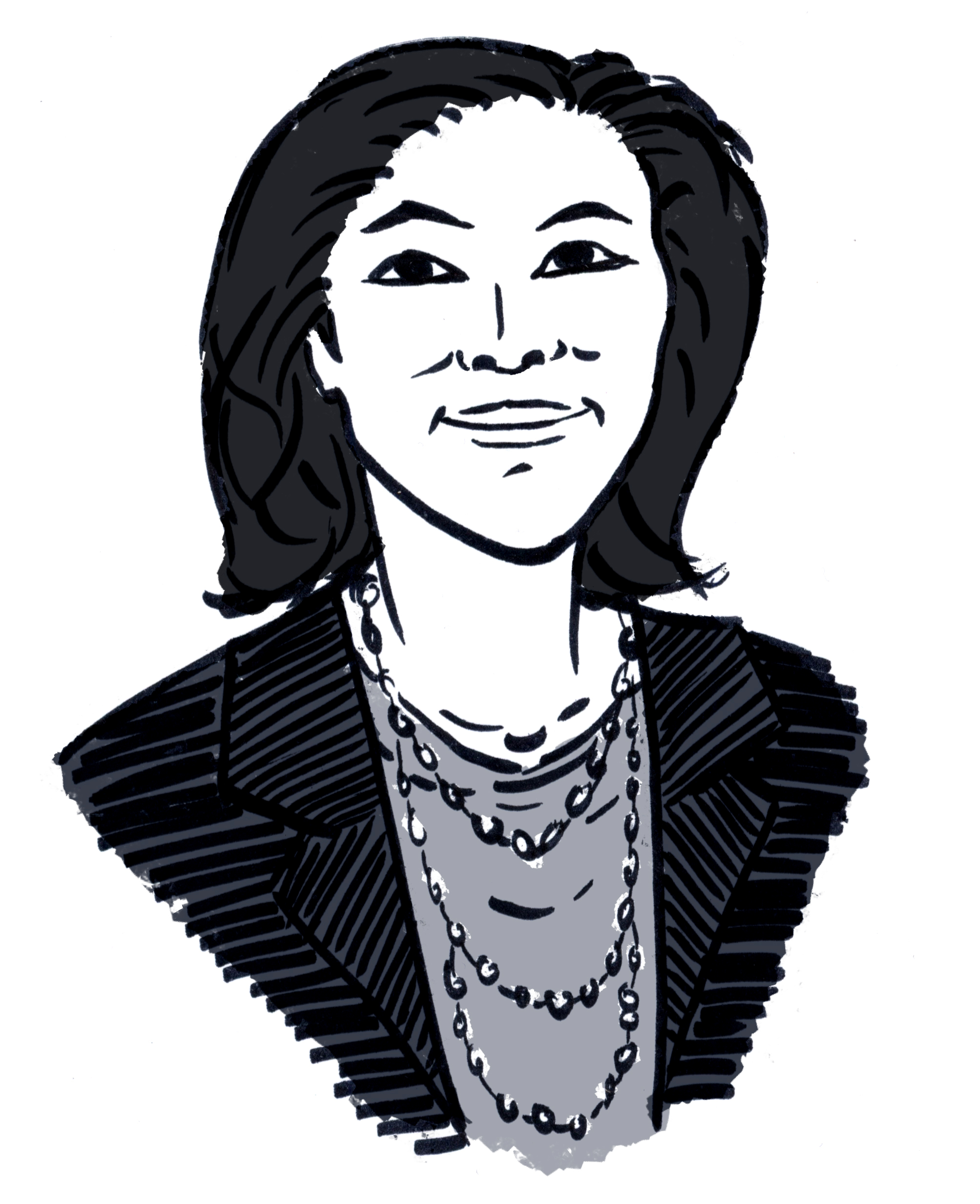
白井弓子

白井弓子（1967年3月15日—），日本漫畫家，日本SF作家俱樂部之會員。

## 經歷
愛媛縣出身。京都市立藝術大学美術學部油畫專攻畢業。
以同人誌形式發表的作品《天顯祭》獲得2007年第11屆日本新媒體動漫藝術節漫畫部門的獎勵賞，2008年以商業誌形式出版。
2009年至2010年在《月刊IKKI》連載《轉孕奇兵》，2010年《轉孕奇兵》當選第14屆日本新媒體動漫藝術節漫畫部門審査委員會推薦作品。2017年《轉孕奇兵》獲得第37屆日本SF大賞。